# Karen Dianne Baldwin
Karen Dianne Baldwin (London, 6 settembre 1963) è una modella canadese, eletta nel Miss Universo 1982.

## Biografia
Nel 1982 la modella ha vinto prima Miss Canada ed in seguito Miss Universo, diventando la prima donna canadese ad ottenere il titolo (in seguito lo otterrà anche Natalie Glebova nel 2005).
Dopo l'anno di regno, Karen Baldwin ha condotto la trasmissione The New You, programma canadese sulla moda. Nel 1989 ha condotto l'edizione di Miss Universo, tenutasi a Cancún in Messico.
Dopo aver recitato in un piccolo ruolo nel film del 1987 Who's That Girl con Madonna, la Baldwin ha intrapreso la carriera di produttrice cinematografica, producendo, fra gli altri, L'amore a 13 anni, Piovuto dal cielo, Ray e Sahara.
È stata sposata dal 1987 al 1996 con l'attore Jack Scalia da cui ha avuto due figli. Il suo secondo marito è Nicholas Karazissis.